# Hipertricosis auricular

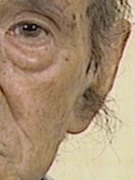
Presencia de hipertricosis auricular.

La hipertricosis auricular es un tipo de herencia holándrica, lo que quiere decir que está determinada por genes que van en el segmento diferencial del cromosoma Y, motivo por el cual pasa solo de padres a hijos. 
En particular la Hipertricosis auricular se caracteriza por la presencia de pelos en el pabellón auricular y es de expresividad variable.